# NGC 2817
NGC 2817 é uma galáxia espiral barrada (SBc) localizada na direcção da constelação de Hydra. Possui uma declinação de -04° 45' 10" e uma ascensão recta de 9 horas, 17 minutos e 10,6 segundos.
A galáxia NGC 2817 foi descoberta em 26 de Março de 1887 por Lewis A. Swift.